# Medovene Point
Der Medovene Point (englisch; bulgarisch нос Медовене nos Medowene) ist eine vereiste Landspitze an der Südostküste von Smith Island im Archipel der Südlichen Shetlandinseln. Sie liegt 10,34 km südwestlich des Kap Smith, 6,63 km nordöstlich des Sredets Point sowie 4 km südöstlich des Mount Pisgah und bildet die Nordostseite der Einfahrt zur Zapalnya Cove.
Bulgarische Wissenschaftler kartierten sie 2009. Die bulgarische Kommission für Antarktische Geographische Namen benannte sie 2015 nach der Ortschaft Medowene im Nordosten Bulgariens.